# گیلدا (فیلم)
گیلدا فیلمی به کارگردانی و به تهیه‌کنندگی امید بنکدار و کیوان علیمحمدی و با مجری طرح و سرمایه گذاری محمد رضا مصباح محصول سال ۱۳۹۵ است.

## داستان فیلم
گیلدا، مالک رستوران سپید، سیاه‌ترین شب زندگی‌اش را پشت سر می‌گذارد. او برای نجات زندگی‌اش تا پس فردا فرصت دارد…

## بازیگران
- مهناز افشار
- حامد کمیلی
- سیاوش مفیدی
- هادی حجازی‌فر
- حمیدرضا پگاه
- رضا شفیعی‌جم
- مرتضی اسماعیل‌کاشی
- سعید چنگیزیان
- فرخ نعمتی

## موسیقی متن
موسیقی متن «گیلدا» را بامداد افشار ساخته‌است. همچنین، ترانه‌های تیتراژ اول و تیتراژ پایان فیلم را ماکان اشگواری ساخته‌است و قطعه‌ای با دو نوازی مهرداد مهدی و افشین اسفندیاری بر روی تصاویر انیمیشنی از بزرگمهر حسین‌پور در فیلم پخش می‌شود.